# Tejinder Pal Singh Toor
Tejinder Pal Singh Toor (en pendjabi, ਤੇਜਿੰਦਰ ਪਾਲ ਸਿੰਘ ਤੂਰ, né le 13 novembre 1994 à Khosa Pando, dans le Pendjab) est un athlète indien, spécialiste du lancer du poids.

## Carrière
Le 7 juillet 2015, il lance à 19,23 m à Gwangju. En avril 2016, il approche les 20 mètres à New Delhi avec 19,93 m.
Le 2 juin 2017, il porte son record personnel à 20,40 m à Patiala, avant de remporter sous une pluie torrentielle la médaille d'argent derrière Ali Samari, avec 19,77 m à Bhubaneswar lors des Championnats d'Asie 2017.
Le 25 août 2018, Tejinder Pal Singh remporte les Jeux asiatiques de Jakarta avec un jet à 20,75 m, battant le record des Jeux et le record d'Inde, détenu par Om Prakash Singh avec 20,69 m depuis 2012. Il devance sur le podium le Chinois Liu Yang (19,52 m) et le Kazakh Ivan Ivanov (19,40 m).
En 2021, il lance à 21,49 m lors d'une compétition à Patiala, ce qui représente un nouveau record d'Asie sous réserve d'homologation.
Il améliore le record d'Asie avec un lancer à 21,77 m le 19 juin 2023 lors des championnats d'Inde.
Il défend victorieusement son titre de champion d'Asie à Bangkok et aux Jeux asiatiques de Hangzhou.

## Palmarès
| Date | Compétition                    | Lieu        | Résultat | Marque  |
| ---- | ------------------------------ | ----------- | -------- | ------- |
| 2017 | Championnats d'Asie            | Bhubaneswar | 2e       | 19,77 m |
| 2018 | Championnats d'Asie en salle   | Téhéran     | 2e       | 19,18 m |
| 2018 | Jeux asiatiques                | Jakarta     | 1er      | 20,75 m |
| 2019 | Championnats d'Asie            | Doha        | 1er      | 20,22 m |
| 2022 | Championnats du monde en salle | Belgrade    | finale   | NM      |
| 2023 | Championnats d'Asie en salle   | Astana      | 1er      | 19,49 m |
| 2023 | Championnats d'Asie            | Bangkok     | 1er      | 20,23 m |
| 2023 | Jeux asiatiques                | Hangzhou    | 1er      | 20,36 m |

## Records
| Épreuve         | Performance  | Lieu         | Date         |
| --------------- | ------------ | ------------ | ------------ |
| Lancer du poids | 21,77 m (NR) | Bhubaneshwar | 19 juin 2023 |